# Diên Biên Phu
Diên Biên Phu (título original: Diên Biên Phú) es una película bélica francesa de 1991 dirigida por Pierre Schoendoerffer y protagonizada por Donald Pleasence. 
La obra cinematográfica está basada en el hecho real de la derrota de los franceses en la batalla de Diên Biên Phu (1954), que llevó a la derrota de los franceses en la guerra de Indochina. Cabe también destacar, que la película comienza el 13 de marzo de 1954, a las 17:00 horas, media hora antes de que el Viet Minh lanzara la batalla que duró 57 días y terminó el 7 de mayo de 1954 a las 17:30 horas con la caída del campamento francés atrincherado y la toma de los últimos supervivientes exhaustos franceses que estaban allí.

## Argumento
La batalla es tratada desde dos prespectivas. Por un lado se trata de la perspectiva del campo de batalla. Por otro lado también es tratada desde la perspectiva de la ciudad de Hanói, la mayor ciudad de Vietnam del Norte, que está ocupada por los franceses. 
En esa ciudad, en la que se ve la sociedad de entonces, el periodista estadounidense Howard Simpson busca acercarse a los soldados franceses, que merodean en un club, para conseguir información sobre lo que realmente ocurre en Điện Biên Phủ y luego informar al mundo eludiendo para ello la censura francesa que rige al respecto en Vietnam y que busca embellecer la situación allí, cosa que consigue.
Mientras tanto se ve también la batalla, sobre todo desde la perspectiva de los franceses, y todo lo que ocurre al respecto, en la que los franceses se enfrentan a un Viet Minh con una artillería inesperadamente superior a lo esperado, lo que inevitablemente causa que los franceses sean poco a poco completamente derrotados por el Viet Minh, cuyos combatientes atacan, sitian y finalmente obligan a la fortaleza francesa a rendirse haciendo además prisioneros a miles de soldados franceses.

## Reparto
| Actor                | Personaje                 |
| -------------------- | ------------------------- |
| Donald Pleasence     | Howard Simpson            |
| Patrick Catalifo     | Capitán Jégu de Kerveguen |
| Jean-François Balmer | Empleado del AFP          |
| Ludmila Mikaël       | Béatrice Vergnes          |
| François Négret      | Corporal                  |
| Maxime Leroux        | Teniente de artillería    |
| Raoul Billerey       | Bambourger                |

## Producción
El director luchó en Diên Biên Phu y fue hecho prisionero de guerra allí. No pudiendo olvidar sus horribles recuerdos al respecto, él decidió volver a Vietnam en 1992 para realizar allí esta película que trata lo ocurrido.
La película obtuvo para su realización un presupuesto de 27 millones de dólares. Una vez que se obtuvo, se rodó la obra cinematográfica en Vietnam.

## Recepción
Hoy en día la obra cinematográfica se ve como uno de los más importantes películas bélicas en la historia del cine francés.
También ha sido valorado en el Internet en portales cinematográficos. En el portal cinematográfico IMDb, con 934 votos registrados al respecto, la película obtiene en ese portal una media ponderada de 6,2 sobre 10. En Rotten Tomatoes tiene la consideración de "fresco" para el 77% de las más de 50 valoraciones de los usuarios dándole además una valoración de 3,7 de 5 como media total.